# Five Blind Boys of Mississippi
Five Blind Boys of Mississippi waren eine amerikanische Gospelgruppe. Mit der Single Our Father erreichten sie in den frühen 1950er Jahren als eine der ersten Gospelformationen die Billboard-R&B-Charts. Ihr Gesangsstil beeinflusste nicht nur zahlreiche andere Gospelgruppen, sondern auch weltliche Musiker wie Ray Charles.

## Geschichte
Die Formation begann als Studentengruppe 1936 auf der Piney Woods School für Blinde in der Nähe von Jackson (Mississippi). Archie Brownlee, Joseph Ford, Lawrence Abrams und Lloyd Woodard sangen sowohl geistliche als auch weltliche Lieder, um Geld für die Schule aufzubringen. Am 9. März 1937 nahmen sie unter dem Namen The Cotton Blossom Singers für Alan Lomax und die Library of Congress religiöse und weltliche Lieder auf.
Mitte der 1940er Jahre gingen sie nach Chicago und änderten ihren Namen in Five Blind Boys of Mississippi. Nachdem Reverend Percell Perkins zur Gruppe gekommen war, begann die erfolgreichste Zeit. Rev. Perkins, der nicht blind war, wurde auch der Gruppenmanager. 1946 nahmen sie ihre erste Platte für Excelsior auf, 1950 für Peacock Our Father.
Bis zum Ende der 1960er Jahre erschienen 27 Singles und fünf Alben bei Peacock. Bis Ende der 1980er nahmen sie noch neue Alben auf und tourten bis in die 1990er Jahre. Das letzte Gründungsmitglied starb 1999.

## Diskographie
- 1952  Soon I’ll Be Done, Chess
- 1959  The Original Five Blind Boys,  Vee-Jay
- 1960  I’ll Go,  Checker Records
- 1965  Father I Stretch My Hands to Thee, Peacock Gospel Classics
- 1969  Will Jesus Be Waiting, MCA Records
- 1974  Precious Memories,  MCA Records
- 1979  The Tide of Life, Fuel 2000
- 1987  In the Hands of the Lord, Universal Special Products
- 1992  Mississippi Versus Alabama, P-Vine Records
- 1993  Counting on Jesus, Soul Potion
- 1994  I’ll Make It Alright,  Jewel
- 1996  Meet the Blind Boys, Jewel
- 1998  In Concert Live in Europe, Munich Records
- 1999  Talking to Jesus, Grammercy Records
- 2000  Live from Europe, Gospel Jubilee (auch als DVD 2000)
- 2001  The Kings of Gospel,  Music   Schubert Records
- 2007  Not Gonna Shut Up,  Melendo[2]